# MVV Maastricht
MVV Maastricht (voller Name: Maatschappelijke Voetbal Vereniging Maastricht; bis zur Saison 2010/11 Maastrichtse Voetbal Vereniging; kurz MVV) ist ein Fußballverein aus der Stadt Maastricht in der Provinz Limburg in den Niederlanden und wurde am 2. April 1902 gegründet. Derzeit spielt die erste Mannschaft in der zweitklassigen niederländischen Eerste Divisie. Die Heimspiele werden im Stadion De Geusselt ausgetragen, das 10.000 Zuschauer fasst.

## Geschichte
Am 2. April 1902 wurde unter dem Namen MVC (Maastricht Voetbal Club) der erste Maastrichter Fußballverein gegründet. Nach mehreren Umbenennungen hieß der Verein seit 1908 mehr als hundert Jahre lang offiziell MVV (Maastrichtse Voetbal Vereniging). Als 1956 die Ehrendivision gegründet wurde, konnte sich der MVV zur Teilnahme als Gründungsmitglied qualifizieren. Ihre besten Platzierungen gelangen den Maastrichter gleich in den beiden ersten Spielzeiten mit einem 4. und 5. Platz. Anschließend tauchte der MVV kaum noch im oberen Tabellendrittel auf und kam zum Saisonende nicht mehr über Plätze bestenfalls im Mittelfeld hinaus. Herausragender Spieler der 1960er und 70er Jahre war Willy Brokamp. Der Stürmer galt zu seiner Zeit als einer der besten und erzielte für Maastricht in zwölf Spielzeiten 139 Tore. Zwei Jahre nach seinem Wechsel zu Ajax Amsterdam stieg der Verein 1976 erstmals in die zweite Liga ab. Zwei Jahre später gelang der Wiederaufstieg in die Ehrendivision. In diesem Takt verliefen auch später über Jahre die Höhen und Tiefen des Maastrichter Vereins: 1982 Abstieg, 1984 Aufstieg, 1986 der nächste Abstieg und 1988 der neuerliche Wiederaufstieg. Dann konnte sich der MVV bis 1995 in der ersten Liga halten. Bekannte Spieler dieser Zeit waren z. B. Erik Meijer und Eric Gerets. Unter Trainer Sef Vergoossen wurde die Mannschaft 1992 aufgrund des attraktiven Offensivfußballs zum „Team des Jahres“ gewählt. Nach dem Abstieg 1995 brauchte der MVV abermals zwei Jahre um wieder in die erste Liga zurückzukehren. Im Jahr 2000 stieg Maastricht erneut ab und feierte sein 100-jähriges Vereinsjubiläum am 2. April 2002 als Zweitligist. Eine Rückkehr in die Eredivisie gelang bislang nicht mehr. Das Team belegt seit der Saison 2013/14 zumeist Plätze im Mittelfeld der Liga.

## Fans
Die Anhänger des MVV gelten in den Niederlanden als sehr heißblütig. In den 1980er und 90er Jahren wurde die Ultra-Fangruppe Angel-Side bedeutsam. Ihr Name ist übernommen vom gleichnamigen Fanblock des Stadions, der nach dem Erzengel Gabriel benannt ist, der das Wappen von Maastricht ziert und davon abgeleitet auch das des Vereins. Sie waren bei jedem Spiel des MVV anzutreffen und bekannt dafür, bei jeder Gelegenheit Unruhe zu stiften. Aufgrund der verschärften niederländischen Gesetzgebung bezüglich Hooligans in Stadien und den schlechten Leistungen der Mannschaft gilt die Fangruppe heute als gebändigt. Bedingt durch die sportlichen Misserfolge stand es auch finanziell schlecht um den Verein. Im Jahr 2003 wurde deshalb im Maastrichter Rathaus über die Kommunalanleihe diskutiert. Bürgermeister Leers wollte die finanzielle Unterstützung für den Fußballverein beenden, was den Bankrott des MVV zur Folge gehabt hätte. Zahlreiche Vereinsanhänger versammelten sich daraufhin rund um das Rathaus, warfen Flaschen und Steine und versuchten teilweise in das Gebäude einzudringen.

## Ehemalige bekannte Spieler
(Auswahl)
| Name des Spielers   | Zeitraum  | Bemerkung |
| ------------------- | --------- | --- |
| Wilfred Bouma       | 1996–1998 | • ehemaliger niederländischer Nationalspieler • mehrfacher niederländischer Meister mit PSV Eindhoven                                 |
| Willy Brokamp       | 1964–1974 | • ehemaliger niederländischer Nationalspieler • 1973 zusammen mit Cas Janssens Torschützenkönig der Eredivisie                        |
| Eric Gerets         | 1984–1985 | • ehemaliger belgischer Nationalspieler                                                                                               |
| Denny Landzaat      | 1996–1999 | • ehemaliger niederländischer Nationalspieler • u. a. für Ajax Amsterdam und Feyenoord Rotterdam aktiv                                |
| Erik Meijer         | 1991–1993 | • ehemaliger niederländischer Nationalspieler • in Deutschland u. a. für Alemannia Aachen, Bayer 04 Leverkusen und Hamburger SV aktiv |
| Dick Nanninga       | 1982–1986 | • ehemaliger niederländischer Nationalspieler                                                                                         |
| Kenneth Perez       | 1997–1999 | • ehemaliger dänischer Nationalspieler • u. a. für Ajax Amsterdam und PSV Eindhoven aktiv                                             |
| Rein van Duijnhoven | 1994–1999 | • in Deutschland zwischen 1999 und 2006 für VfL Bochum aktiv                                                                          |

## Maastrichts Trainer
(unvollständig)
| Name des Trainers | Zeitraum                          | Bemerkung                   |
| ----------------- | --------------------------------- | --------------------------- |
| George Knobel     | 1969–1973 1976–1978               | 1978 Aufstieg               |
| Friedel Rausch    | 1982–1983                         |                             |
| Frans Körver      | 1986–1989 1995–1998               | 1988 Aufstieg 1997 Aufstieg |
| Sef Vergoossen    | 1989–1995 1995–1998 Sportdirektor | 1995 Abstieg                |
| Andries Jonker    | 2004–2006                         |                             |
| Robert Maaskant   | 2007–2008                         |                             |
| Fuat Çapa         | 2008–2009                         |                             |
| René Trost        | 2010–2013                         |                             |
| Tiny Ruijs        | 2013                              |                             |
| Ron Elsen         | 2014–2019                         | 2018 Abstieg                |
| Fuat Usta         | 2019–2020                         |                             |
| Darije Kalezić    | 2020–2021                         |                             |
| Klaas Wels        | 2021–2022                         |                             |
| Maurice Verberne  | 2022–0000                         |                             |